# Kappadokie
Kappadokie (počeštěně Kapadocie, adj. kapadocký; z perského slova Katpatuka, což znamená „země krásných koní“; řecky: Καππαδοκία, Kappadokía; turecky Kapadokya) byl ve starověku název rozlehlého území, ležícího ve vnitrozemí Malé Asie v dnešním Turecku. V dobách Hérodota obývali Kappadokové oblast táhnoucí se od pohoří Taurus směrem na sever až k Pontu Euxinu (Černé moře). Později se název Kappadokie vztahoval pouze na teritorium ohraničené na východě řekou Eufratem, na severu sousedící s pontským královstvím, na západě s Frýgií a na jihu oddělené pohořím Taurus od Kilíkie. Přesně určit rozlohu Kappadokie je však velmi obtížné. Strabón, jediný antický zeměpisec, který tuto zemi podrobně popsal, ohledně její rozlohy značně přeháněl, takže neexistují žádné relevantní prameny detailně objasňující tuto otázku.

## Geologie

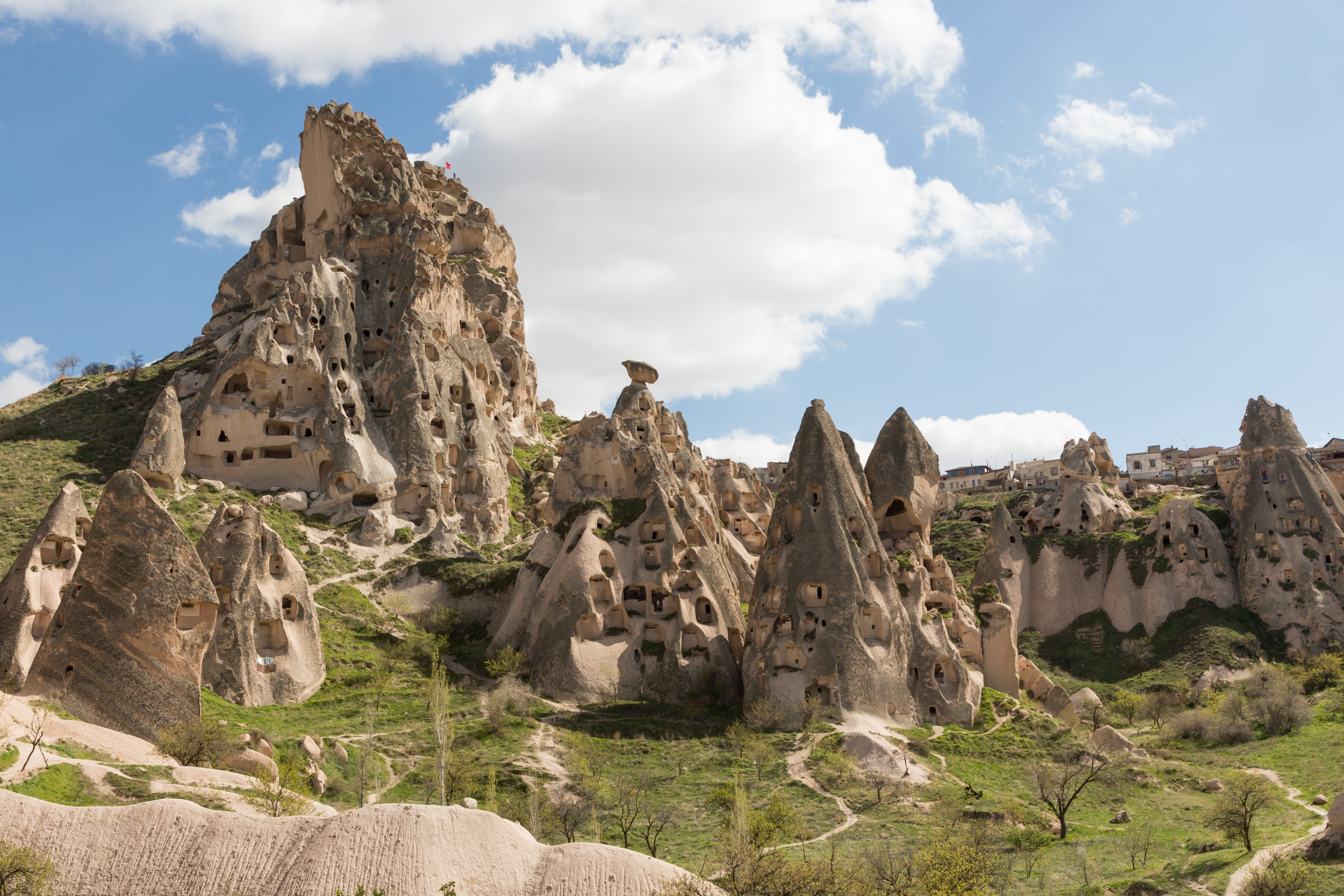
Krajina poblíž Göreme

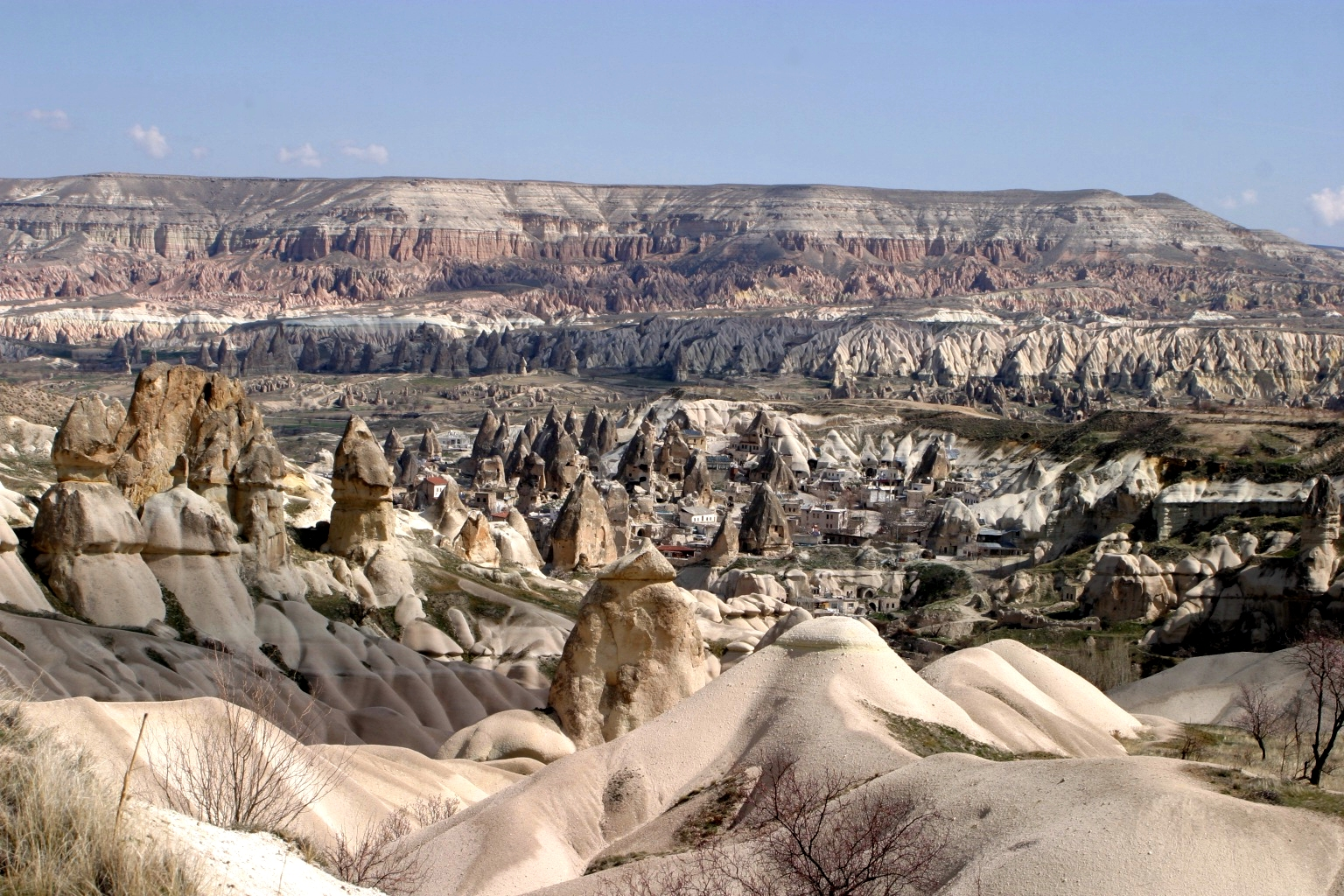
Kappadokie v dubnu 2006

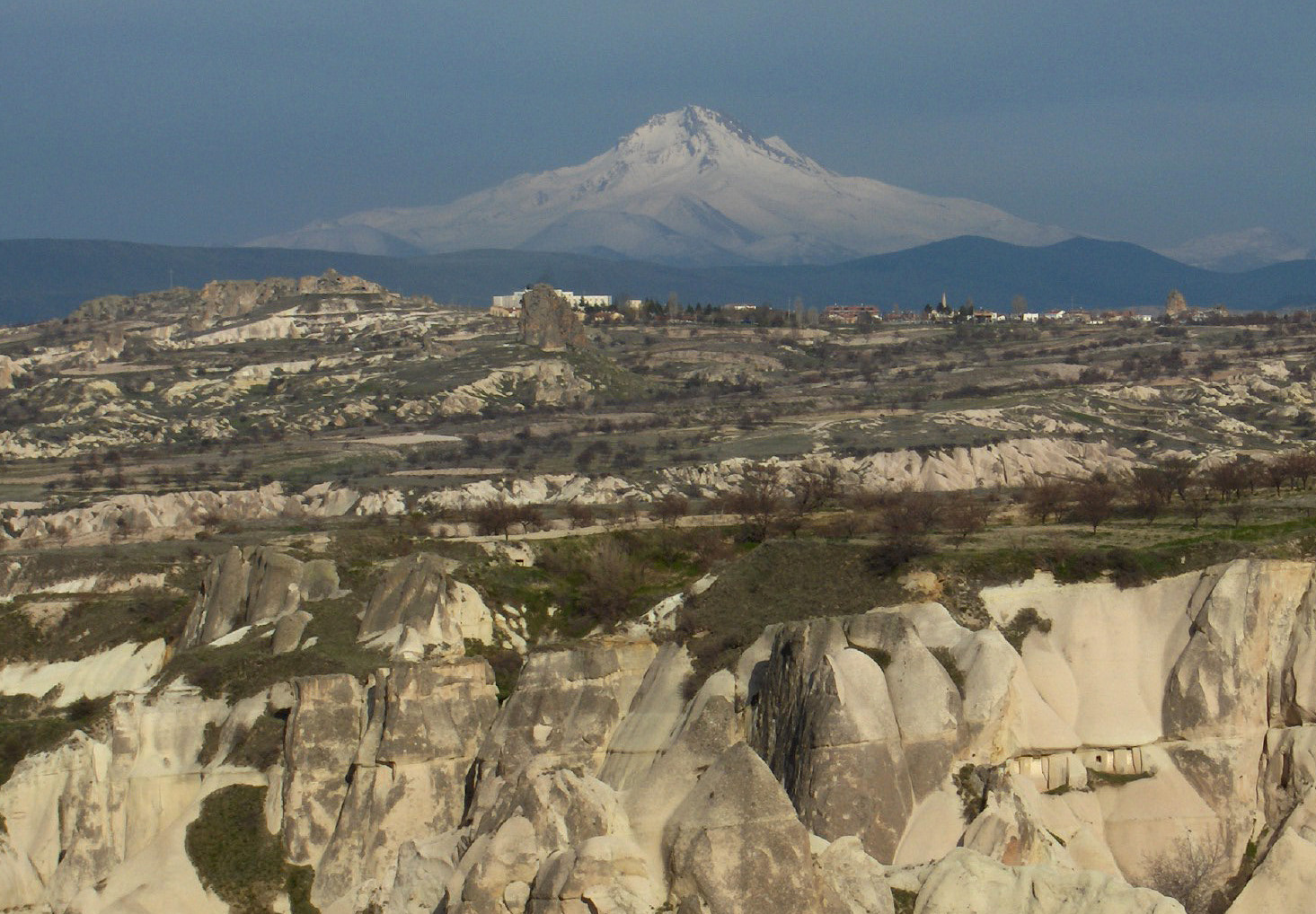
Stratovulkán Erciyes Dağı (3916 m n. m.) je nejvyšší hora v Kappadokii

Ještě na počátku třetihor převládala v oblasti močálovitá rovina. Následně se pod anatolskou litosférickou desku tlačit arabská deska, v důsledku vyvolaného tlaku se na jihu vyvrásnilo pohoří Taurus a byla vyzdvižena anatolská rovina. Součástí byla intenzivní sopečná činnost, při které vznikly nejvyšší sopky Erciyes Daǧi (3914 m n. m., nad Kayseri), Hasan Daǧi (3268 m, u Aksaray), Melendiz (2963 m) a Gölü (2143 m). Z nich pocházející láva pokryla krajinu a ustydla ve vrstvu sopečného tufu mocnou až 100 m. Přes ni se v další fázi vylila tenčí a tvrdší vrstva bazaltu. Tu v následujícím období narušovalo zejména voda a střídání horka a mrazů. Postupně tak vznikly rokle a kaňony. Erozi měkkých tufů pak dokonal vítr.

## Etymologie

Historické regiony v Malé Asii

Nejranější dochovaný záznam o Kappadokii se datuje do 6. století př. n. l. do doby panování achaimenovských velkokrálů Dareia I. a Xerxa I., kdy byla tato země zmiňována jako jedna ze satrapií (provincií) perské říše. V seznamu perských satrapií je použito staroperského pojmu Katpatuka, nicméně toto slovo zřejmě není perského, nýbrž snad elamského či akkadského původu. Hérodotos podotýká, že Peršané nazývali obyvatele tohoto území Kappadoky, zatímco Řekové používali k jejich označení termínu „Syřané“ případně „Bílí Syřané“ (Leucosyri). Za pozdních Achaimenovců bylo území rozděleno do dvou satrapií, přičemž jedna zahrnovala centrální, vnitrozemskou část, pro niž řečtí zeměpisci nadále používali pojmu Kappadokie, zatímco severní, přímořská oblast byla pojmenována Pontus. K této správní reorganizaci zřejmě muselo dojít již v době před Xenofóntem. Po zhroucení perské nadvlády existence dvou provincií přetrvala, čímž se toto rozdělení stalo definitivním. Jméno Kappadokie se od tohoto okamžiku používalo pouze pro vnitrozemní oblast (někdy také nazývanou „Velká Kappadokie“), o níž pojednává tento článek. Strabón, za jehož života (na konci 1. století př. n. l.) existovalo království Kappadokie stále ještě jako formálně nezávislý, klientský stát Říma, považoval pouze dvě sídla v Kappadokii za hodna označení město: prvním byla Kaisareia (původně známá jako Mazaka, dnešní Kayseri) a druhým Tyana, přičemž obě se rozkládala na úpatí Tauru.

## Historie

### Nejstarší dějiny
Nejstarší stopy lidského osídlení pocházejí z doby kolem roku 6500 př. n. l. V pozdní době bronzové byla Kappadokie centrem chetitské moci s hlavním městem Chattušaš. Po rozpadu chetitské říše ovládala Kappadokii místní aristokracie, obývající pevné hrady a udržující místní rolníky v tuhém poddanství, což je učinilo náchylným k přijetí cizí nadvlády – nejprve fryžské, pak lýdské a na konci 7. století př. n. l. médské. Médy si v 6. století př. n. l. podmanili Peršané vedení Kýrem II. Velikým. Třebaže v rámci správního systému perské říše, ustaveného Dareiem I., představovala Kappadokie jednu z perských satrapií, země byla ještě po velmi dlouhou dobu spravována lokálními vládci. Žádný z nich ovšem nikdy nezískal převahu nad ostatními a všichni byli více či méně poplatní perským velkokrálům. Nezávislost získala Kappadokie za Ariaratha I., který byl místním perským satrapou a současníkem Alexandra Velikého, jehož tažení proti perské říši Ariarathes využil k nastolení vlastní vlády v zemi.

### Kappadocké království
Makedonský král se během své výpravy na východ spokojil pouze s formálním uznáním své suverenity, učiněným Ariarathem ještě před Alexandrovým odchodem z Malé Asie. Vláda dynastie Ariarathovců v Kappadokii byla jen dočasně přerušena krátce po Alexandrově smrti, kdy bylo území království v rámci rozdělení Alexandrovy říše přiřknuto Eumenovi z Kardie. V roce 322 př. n. l. správce království Perdikkás Ariaratha porazil, načež ho nechal popravit. Nicméně Ariarathovu stejnojmennému synovi se spolu s několika věrnými druhy podařilo uprchnout do Arménie. Po Eumenovi se vlády v Kappadokii domohl makedonský vojevůdce Antigonos Jednooký. Podle Diodóra se ještě za jeho života vrátil do Kappadokie Ariarathes II., který zvítězil nad místním Antigonovým generálem a obnovil vládu Ariarathovců, jež měla přetrvat po dobu dalších dvou staletí. V téže době se severní části Kappadokie zmocnil Mithridatés I., který si zde vytvořil vlastní doménu, pozdější království Pontus. Není zcela jasné do čí sféry vlivu patřila Kappadokie po bitvě u Ipsu v roce 301 př. n. l., v níž Antigonos padl. Antičtí autoři se v této otázce příliš neshodují. Podle Diodóra obdržel celé území Malé Asie až k Tauru Lýsimachos, avšak Appiános tvrdí, že Kappadokie připadla Seleukovi I. Nejpozději po bitvě u Kúrúpedia v roce 281 př. n. l. si Seleukos mohl nárokovat vládu nad celou Malou Asií, a tudíž i Kappadokii, pro sebe. Úplné kontroly nad zemí však Seleukovci nikdy nedosáhli. Zřejmě někdy kolem roku 260 př. n. l. si Ariarathovci dokázali vymoci trvalou nezávislost na seleukovské říši. Přesto nadále zůstávali věrnými spojenci Seleukovců.
Za Ariaratha IV. se Kappadokie poprvé ocitla v zorném úhlu římské republiky jako její nepřítel, což se ale změnilo krátce po roce 190 př. n. l. Ničivá porážka v bitvě u Magnésie, kterou v daném roce utrpěl seleukovský král Antiochos III. Veliký v boji proti Římanům, totiž naprosto změnila dosavadní mocenské uspořádání v Malé Asii. Celé oblasti od tohoto okamžiku dominoval římský spojenec – Pergamon. Ariarathovcům proto nezbylo než vstoupit do aliance s pergamskými vládci, a tím fakticky i s Římany. Kappadočtí králové posléze spojili osud své země s Římany a společně s nimi vystupovali proti Seleukovcům. Ariarathes V. vedl spolu s římským prokonzulem Publiem Liciniem Crassem Mucianem tažení proti Aristoníkovi, uchazeči o pergamský královský trůn. Jejich spojené vojsko bylo ale v roce 130 př. n. l. poraženo. Vnitřní nestabilita, která následovala po jeho smrti, umožnila rostoucí vměšování sousedního Pontu. Prohlubující se konflikt mezi Kappadokií a pontskými králi dosáhl svého vrcholu po vymření dynastie Ariarathovců za vlády Mithridata VI. Pontského.
V roce 95 př. n. l. si Kappadokové s podporou Římanů zvolili králem místního šlechtice jménem Ariobarzánés. Ten vedl s Mithridatem po celá desetiletí dlouhé a namáhavé boje, v nichž mu byli oporou jeho římští spojenci. Definitivně si Ariobarzánés zajistil vládu teprve v roce 63 př. n. l. poté, co Římané konečně zvítězili nad Mithridatem a jeho arménským spojencem Tigranem. V průběhu římských občanských válek podporovala Kappadokie nejprve Pompeia, a po jeho porážce Caesara. V roce 36 př. n. l. skončilo panování dynastie Ariobarzanovců. Novým králem určil Marcus Antonius Archeláa, který po bitvě u Actia přešel na stranu Octaviana. Archeláos navrátil Kappadokii její někdejší stabilitu a blahobyt, rozvrácené předchozími válkami, přičemž Kappadokie nadále setrvávala v postavení formálně nezávislého státu vůči Římanům až do Archeláovy smrti v roce 17 n. l. Teprve v tomto roce přeměnil císař Tiberius Kappadokii v římskou provincii. 

### Římská provincie

Římské provincie Kappadokie a Pontus kolem roku 120.

Římská nadvláda přispěla k dokončení procesu helenizace, který zde probíhal (podobně jako v dalších oblastech Přední Asie) již od příchodu Makedonců na konci 4. století př. n. l. Především ve městech docházelo k pozvolnému a dobrovolnému pořečtění obyvatelstva a k přijímání řecké kultury. Naproti tomu na venkově se původní jazyk Kappadoků udržel až do doby raného středověku. Od 4. století byla oblast významným centrem mnišského života ať už ve formě poustevnictví nebo cenobitství. Oblast byla známá jako "země tří svatých" (sv. Basileos Veliký, sv. Řehoř z Nyssy a sv. Řehoř Naziánský).
Po rozpadu římské říše se provincie stala součástí byzantské říše, jíž obdařila mnoha pozoruhodnými jedinci. Zmínit lze třeba konstantinopolského patriarchu v letech 517 až 520, Jana z Kappadokie. V 5. století podnikali do Kappadokie ničivé nájezdy Isaurové. V 9. a 10. století se do Kappadokie přesunul veliký počet Arménů, což popsal jistý arabský kronikář žijící v oné době: „Městu Sebasteia (dnešní Sivas) v Kappadokii dominovali Arméni, kteří se díky svému velkému počtu a udatnosti stali významným elementem působícím v císařské armádě. Tito Arméni se uplatňovali jako strážci pohraničních pevností, dobytých na Arabech. Vynikali jako zkušení pěšáci císařského vojska a s nezměrnou odvahou bojovali po boku Římanů (myšleno Byzantinců) proti jejich nepřátelům.“ Většina Kappadoků byla asimilována Turky, kteří se zmocnili této země po porážce byzantského vojska Seldžuky v bitvě u Mantzikertu v roce 1071. Přesto se zde zachovaly ostrůvky křesťanského řeckého obyvatelstva, které byly ale vystaveny silnému vlivu okolních Turků. Až výměna obyvatelstva mezi Řeckem a Tureckem v letech 1922 až 1924 znamenala ukončení přítomnosti křesťanů v této oblasti. Dialektem místních Řeků, známým jako kappadocká řečtina nebo kappadočtina, mluví v dnešním Řecku už pouze hrstka potomků někdejšího křesťanského obyvatelstva Kappadokie.

## Kultura a náboženství

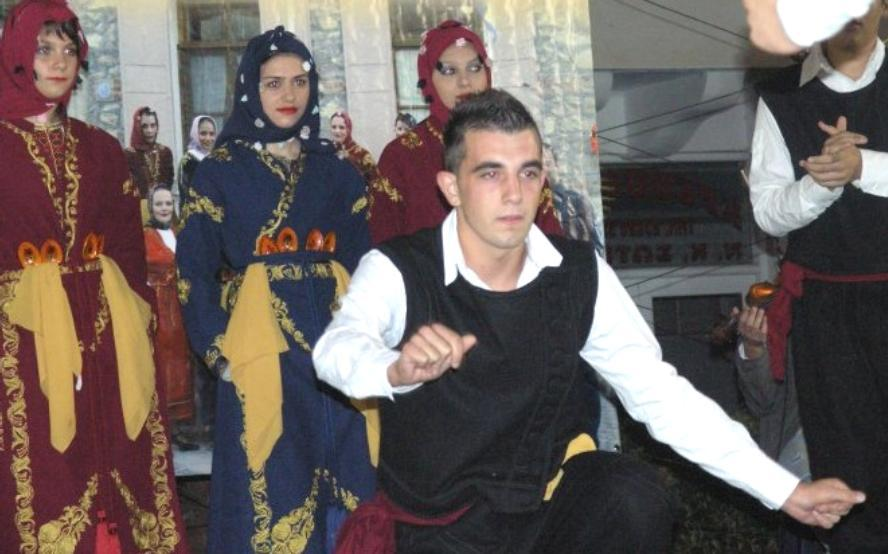
Kappadočtí Řekové v tradičním oblečení

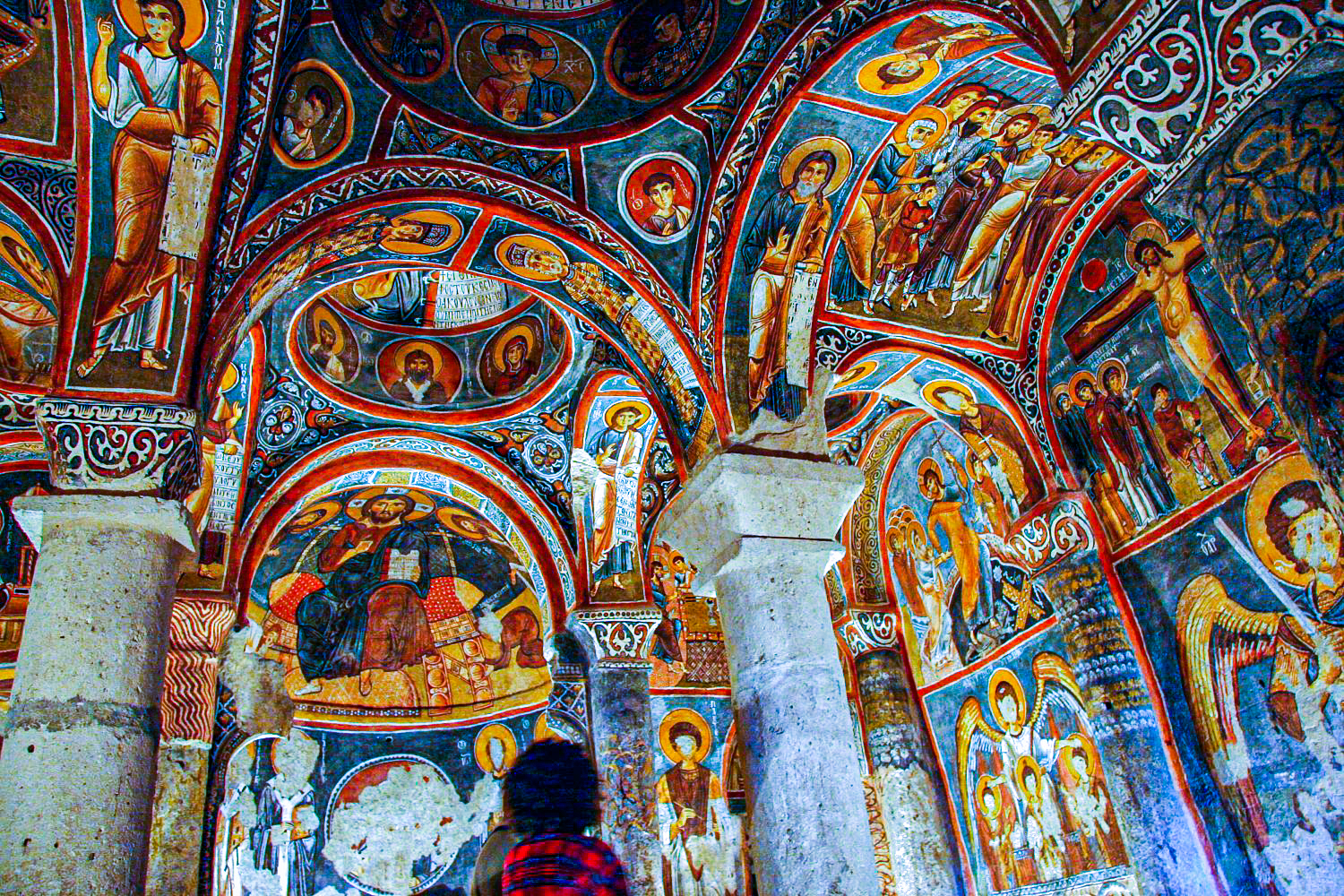
Výzdoba kláštera v Göreme

Mezi jedno z nejznámějších a nejvyhledávanějších míst Kappadokie patří město Göreme. Místní krajina je tvořena sopečnými usazeninami, pocházejícími z vulkánů blízkých hor Erciyes Dagi a Hasan Dagi. Láva, vyvržená před téměř 2000 lety, zvětrává kvůli zdejšímu malému množství srážek jen velmi pomalu. Tvrdší nerosty procesu zvětrávání takřka vůbec nepodléhají, což způsobilo vznik charakteristických „komínů“. Jelikož Kappadokie leží na jedné z nejznámějších invazních tras, byli místní obyvatelé často přepadáváni různými cizími agresory, dobyvateli a nájezdníky. Obyvatelé nynějšího města Göreme, ležícího v srdci Kappadokie, záhy poznali, že do této měkké lávové vyvřeliny lze velmi snadno vytesat celé domy, kostely, a dokonce kláštery. V lávové hornině si proto na svoji ochranu vyhloubili podzemní města, v nichž později hledali úkryt rovněž raní křesťané a která jsou tu dodnes k vidění.
V dobách raného křesťanství představovalo město Kaiseraia důležité biskupské sídlo. V církevních dějinách představují jednu z klíčových větví raně křesťanské filosofie kappadočtí Otcové, kteří z této oblasti pocházeli a převážně zde také ve 4. století žili a působili. Kappadokie byla jedním z klíčových center křesťanství až do vpádu Seldžuků. Dosud zde bylo objeveno více než 3000 kostelů, což je důkazem slavné křesťanské minulosti tohoto místa. Teprve na počátku 20. století byly poslední zbytky křesťanského obyvatelstva nuceny tento region opustit v rámci výměny obyvatelstva mezi Tureckem a Řeckem. V současnosti je Göremské Open Air Museum známým turistickým střediskem v centrálním Turecku a patří k nejnavštěvovanějším lokalitám mnišských komunit na světě (podobně jako kláštery na hoře Athos v Řecku). Zdejší komplex zahrnuje více než třicet ve skalách vykopaných klášterů a kostelů s mnoha nádhernými freskami. V roce 1995 byl region kolem města Göreme prohlášen za součást světového kulturního a přírodního dědictví pod ochranou UNESCA.